# Erinije
Erinije ili Eumenide (grč. Ἐρινύες, Erinúe; Εὐμενίδες, Eumenídes) u grčkoj mitologiji boginje su osvete i prokletstva, koje stanuju u podzemlju. Eshil ih smatra Niktinim, a Sofoklo Skotovim i Gejinim kćerima. U orfičkim su himnama njihovi roditelji naznačeni kao Had i Perzefona, jer su oni vladari podzemlja. Euripid piše da su bile tri, a potonji autori navode i imena: Alekta, Megera i Tizifona. Hrvatski naziv za njih jest Srde, a njihov su pandan u rimskoj mitologiji Furije (lat. Furiae ili Dirae). Katkad su bile znane kao pomirljive Eumenide ("dobrohotne").

## Karakteristike
Erinije su prikazivali kao stare i ružne žene u crnoj odjeći s crvenim pojasom. Oči su im bile podlivene krvlju, umjesto prstiju imale su kandže, a umjesto pramenova kose zmije. Prema Euripidu, imale su krila, a u rukama zmije i buktinje. Katkad su prikazivane sa šišmišjim krilima ili psećim tijelom.
Eumenide su bile nešto ugodnije vanjštine, a umjesto crnine nosile su bijelu odjeću.

## Mitologija

### Erinije
Erinije su se rodile iz kapi krvi boga neba Urana kad ga je kastrirao njegov sin Kron. Iz krvi su rođeni i Giganti, koji su htjeli svrgnuti bogove, te lijepe nimfe Melije. Njihova je glavna zadaća bila progoniti počinitelje zločina u kojima je pala krv i one koji su nasilno prekršili neotuđiva čovjekova prava. Uglavnom su kažnjavale zločine unutar obitelji. Od njih se nigdje nije moglo pobjeći. Svaka je vlast prema njima bila nemoćna. Čak su ih se i bogovi bojali. Stajale su i na strani pravilnosti stvari - Heraklit je rekao da bi spriječile Helija ako bi primjerice odlučio promijeniti putanju Sunca na nebu.
Erinije su povezivane s Nemezidom i nametale su pravednu ravnotežu u ljudskim odnosima. Isprva je božica Nika imala tu ulogu, kao donositeljica pravedne pobjede. Kad nisu opsjedale zemaljske žrtve, živjele su u Tartaru gdje su mučile proklete duše.
Iako su Erinije obično opisivane kao djevice, postoji priča o tome da je jedna od njih s Borejem, bogom vjetra, rodile četiri besmrtna čarobna konja, koje su poklonile Aresu.

### Eumenide
Erinije su najpoznatije po proganjanju Oresta zbog ubojstva svoje majke Klitemnestre koja je ubila njegova oca Agamemnona. Apolon mu je rekao da ubije ubojicu svoga oca, a on ga je poslušao. Poslije mu se molio da ga spasi od Srda. Atena se umiješala te pretvorila Erinije u pomirljive Eumenide.
Vjeruje se također da su nazvane Eumenidama kao eufemizam, da se izbjegne njihov gnjev koji bi uslijedio nakon što bi bile nazvane svojim pravim imenom. Ovaj tabu neizgovaranja imena radi neizazivanja duhova i božanstava čest je u mnogim kulturama. Erinije su znane i kao Semnai ("poštovane"), Potniae ("grozne"), Maniae ("ludila") i Praxidikae ("osvetoljubive").

## Vanjske poveznice
- Erinije u klasičnoj literaturi i umjetnosti (engl.)